# Volt Europa
Volt Europa (vagy egyszerűen Volt) egy Európa-párti és föderalista európai politikai szövetség. Páneurópai ernyőszövetségként, nemzetenként különálló leánypártokkal képviselteti magát ugyanezzel a névvel és logóval. Bár szervezete és megjelentetése európai, illetve transznacionális jellegű, Volt Europa jelenleg nem teljesíti a minimum szükségleteket ahhoz, hogy önálló európai politikai pártként regisztrálhassa magát az Európai Parlamentben. A Volt Europa a Zöldek/Európai Szabad Szövetség tagjaként politizál 2019 óta.
2017. március 29-én Németországban alapították meg az első nemzeti leánypártot Hamburgban, egy évvel később a Volt Europa már elérhető volt az Európai Unió összes tagállamában leányszervezetek formájában, ezenkívül még néhány EU-n kívüli államban is, például Albániában, az Egyesült Királyságban, Koszovóban, Svájcban és Ukrajnában. A Volt Europa leányszervezetei többsége mára politikai pártokká alakultak át a legtöbb országban, bár Magyarországon a Volt Magyarország még civil szervezetként működik.

## Története

### Alapítása

A Volt Europa nemzeti leányszervezeteinek a kiterjedése. Az Európai Unió határai vörössel vannak megjelölve.

A Volt Europa 2017. március 29-én alakult meg Andrea Venzon, Colombe Cahen-Salvador és Damian Boeselager együttműködésével, ugyanazon a napon, amikor az Egyesült Királyság bejelentette az Európai Unióból való kilépési szándékát a lisszaboni szerződés 50. cikke alapján. Megfogalmazásuk szerint a Volt megalakulása válaszlépésként értelmezhető a világon terjedő populizmushoz, illetve a Brexithez.

### 2019-es európai parlamenti választások

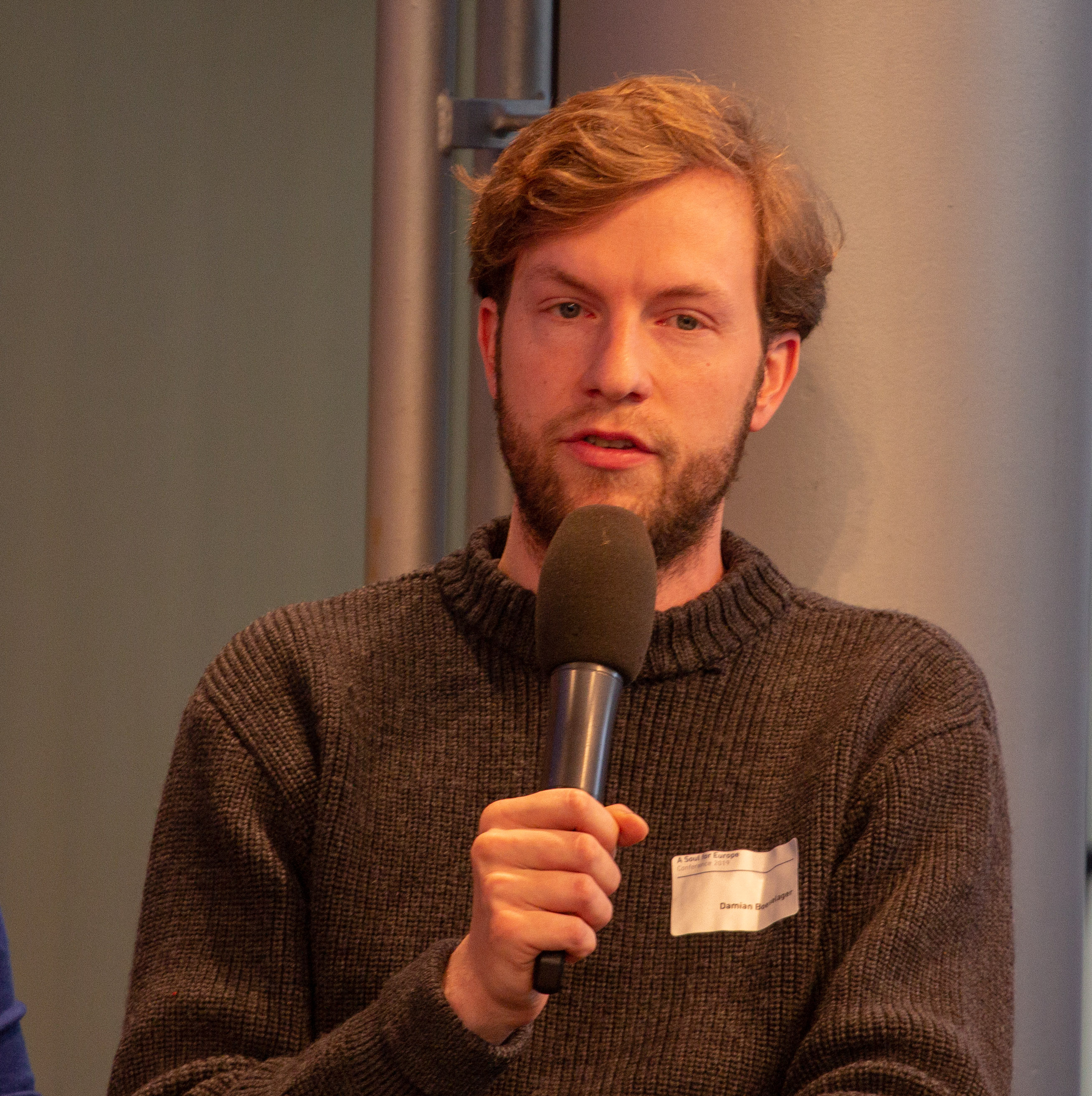
Damian Boeselager, a Volt első európai parlamenti képviselője lett Németországból

2018. október 27. és 28. között a Volt Europa megtartotta a közgyűlését Amszterdamban, ahol elfogadta saját amszterdami nyilatkozatát és a 2019-es európai parlamenti választásokhoz kapcsolódó kiáltványát.
2019. március 22. és 24. között Rómában a Volt Europa megtartotta az első európai kongresszusát, bemutatva a jelölteit a 2019-es európai parlamenti választásokhoz közeledve. A felszólalók listájában szerepelt Paolo Gentiloni volt olasz miniszterelnök, Emma Bonino korábbi európai egészségügyi és élelmiszer-biztonsági biztos és olasz szenátor, illetve Sandro Gozi, az Európai Föderalisták Uniójának elnöke.
2019 májusában, az európai parlamenti választások napjain a Volt a németországi szavazatok 0,7 százalékával először jutott ki az EP-be Damian Boeselager személyében. Június 9-én a Volt tagjai egy páneurópai szavazást tartottak, aminek a végkimenetén a párt belépett a Zöldek/Európai Szabad Szövetséghez. A jövőben a Volt Europa remélkedik azon, hogy egy nap saját európai politikai csoportot hozhasson létre, amihez minimum 25 EP-képviselőhöz lenne szükség legalább hét tagállamból.

### Az új pártvezetőség megválasztása és az első digitális páneurópai gyülekezet

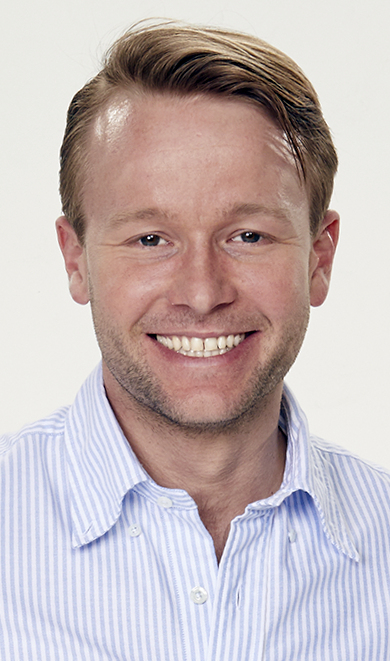
Reinier van Lanschot, a Volt Europa férfi társelnöke volt 2019–2023 között

2019. október 12. és 13. között Szófiában a Volt Europa megtartotta a pártgyűlését, ahol megválasztotta az új vezetőségét. Addigra a Volt egy ASBL-alapú nonprofit szervezetként volt bejegyezve Luxembourgban pár regisztrált taggal, viszont a párt működési elve egy ALSBL-alapú nemzetközi nonprofit szervezetté változott a belga törvények alapján. Az új struktúrában a Volt Europa összes tagja, illetve a nemzeti leányszervezetei választójoggal rendelkező tagokká váltak. A Volt alapokmánya egy, az összes tag által nyított általános gyűlést határoz meg, ami a fontos kérdésekben játszik döntéshozó szerepet, illetve megválaszt egy nemekben egyenlő kilenctagú testületet.
2020 tavaszán a Volt következő gyűlését Lisszabonban tartotta volna meg, viszont a COVID-19 világjárvány miatt a gyűlést digitálisan kellett megtartani, ahol megállapodtak a párt 2024-ig szóló programjával.
2021. október 16. és 17. között Lisszabonban a Volt Europa megtartotta az első személyes jelenlétű pártgyűlését 2019 óta. A lisszaboni gyűlésben alatt Reinier van Lanschot társelnököt (akit 2019-ben, a szófiai gyűlésben lett megválasztva) újraválasztották. 

### 2024-es európai parlamenti választások
2023. november 27-én Párizsban a pártgyűlésen a Volt tagjai elfogadták az európai választási programját. 2024. április 7-én Brüsszelben, a párt a 2024-es európai parlamenti választásokhoz közeledve Sophie in 't Veld-et és Damian Boeselagert tette a transznacionális listája élére. A Volt Europa tíz európai országban állított fel önálló pártlistát, további öt országban közös listákban szerepeltek a párt jelöltjei (2019-ben mindössze hét országban indult el jelölt).
A választásokat követően a Volt mandátumai az Európai Parlamentben kettőről (Sophie in 't Veld 2023-ban átlépett a D66-ról a Volt Hollandiába) ötre emelkedett, hármuk Németországból, kettejük Hollandiából jöttek. A párt tárgyalásokat kezdeményezett mind a Zöldek/ESS-vel, illetve az Újítsuk meg Európával való belépéshez, végül a Volt párttagjain múlott a döntéshozal. A párt újonnan megválasztott EP-képviselői által megfogalmazott egyhangú ajánlásai által a párttagok 87%-a a Zöldek/ESS-hez való maradáshoz szavaztak.

## Neve és jelentése
A Volt Europa Luxemburgban volt bejegyezve Volt Europa néven nonprofit szervezetként, viszont volt egy névjavaslat Vox Europaként (a vox magyarul hangot jelent), de végül nem vezették be, nehogy egy hasonlóan elnevezett spanyol politikai párttal keverjék össze.
A Volt nevet azért választották meg, mivel jelentéséből fakadóan új voltot (magyarul: elektromos feszültséget) kívánnak bevezetni a politikába. A Volt, illetve Európa latin neve, Europa az összes európai nyelvben egyszerűen megérthető szavaknak számítanak, ezért a Volt Europa transzkontinentális mozgalomnak nem kell lefordítania a nevét, kivéve a nem latin ábécé-vel rendelkező nyelveknél (például a bolgár, a görög és az ukrán nyelv).

## Ideológiája
2018-ban A Volt Europa "5+1 alapvető kihívást" határozott meg az Európai Unió megújítása és megreformálása érdekében:
- Okosállam – A közszolgáltatások digitalizálása és az oktatási rendszer modernizálása
- Gazdasági újjászületés – Vezető szerepre való törekvés az innováció terén, egy fenntartható és okos gazdasági rendszer kialakítása
- Társadalmi egyenlőség – Tisztelet az emberi jogok iránt, az összes társadalmi egyenlőtlenség és a szegénység felszámolása
- Globális egyensúly – Felelős és fenntartható mezőgazdaság és külkereskedelem elérése, az éghajlatváltozás és a bevándorlási válság kezelése
- Polgári felhatalmazás – A részvételi demokrácia és a társadalmi felelősség ösztönözése
- Európai reform – Az Európai Unió intézményeinek megreformálása egy demokratikus és átlátható föderális Európa létrehozása érdekében

A gazdasági kérdésekben a Volt Europa a digitalizálást ösztönözi, a kék és a zöld gazdaságba való befektetést, a szegénységet és a gazdasági egyenlőtlenséget kezeltetné, egy integráltabb európai adórendszer bevezetése kizárólagosan európai adókkal együtt, illetve ösztönözné a PPP-konstrukciókat. Az oktatás és az egészségügy terén többet költene.
A szociális politika terén a Volt ellenzi a szexizmust és támogatja az LMBT-jogokat.
A párt mély reformokat szorgalmaz az EU intézményei iránt, amiben beletartozik a bevándorlás és a határvédelem közös kezelése, az európai hadsereg és a közös európai adózás és adósság.
A Volt egy erős Európai Parlamenttel rendelkező föderális Európa ötletét támogatja, hogy megerősítse az európai hangokat a globális téren. Egy európai kormányt szeretne létrehozni egy európai miniszterelnök vezetésével, amit az Európai Parlament megválaszt és számon tud kérni, az Európai Bizottság helyett. Az európai választási törvényt az összes tagállamban egységesítenék, Az Európai Parlamentnek a törvények kezdeményezésére való jogot megadná, az Európai Tanácst felsőházzá alakítaná át (az Európai Parlament lenne az alsóház) a tagállamokok egyenlő képviseletével (és kis mértékű arányosságal), ezzel kiegyensúlyoznák a nagyobb tagállamokok dominanciáját. A párt az összes tagállamban népszavazást kezdeményezne az európai alkotmány elfogadásáról, amiról a tagállamokok választópolgárjai döntenének, a választási eredményeket tiszteletben tartva.
A környezetvédelem terén a párizsi klímaegyezmény másfél Celsius-fokos betartását, illetve a karbonsemlegesség 2035-re való elérését tűzte ki célul a párt. A célok elérése érdekében a Volt Europa létrehozna egy elektromos piacot, támogatja az atomenergiát és az ehhez kapcsolódó kutatásokat és az új atomreaktorok építését azzal a feltétellel, ha alapvetően biztonságosak, viszont szkeptikus a bioüzemanyagokkal kapcsolatban.
A többi európai integrációt szorgalmazó mozgalmakkal ellentétben (mint például az Európai Föderalisták Uniója vagy a Pulse of Europe) a Volt már részt vett választásokban politikai pártként. Az első nagy célja a 2019-es európai parlamenti választásokban való elindulás volt hét uniós országban. A párt sikeresen részt vett helyi, országos és európai választásokon.
2024-ben a párt kiadta a Moonshot Programme nevű választási programját a 2024-es európai parlamenti választásokhoz készülve. Öt pilléren politikai irányelveket szabott ki: Európa geopolitikai vezető szerepe, életminőség, emberi becsületre méltó bevándorlás, a szavazatok érvénybe részesítése és egy élhető bolygó. A programot hét nyelven írták le.

## Európai parlamenti választási eredményei

### 2019-es európai parlamenti választás
| Tagállam      | Listavezető(k)                         | Szavazatok száma | Szavazatok százaléka | Mandátumok száma | +/- | Megjegyzések                                          |
| ------------- | -------------------------------------- | ---------------- | -------------------- | ---------------- | --- | ----------------------------------------------------- |
| Belgium       | Christophe Calis                       | 20 385           | 0,30%                | 0 / 21           | 0   | Csak a holland nyelvű elektori kollégiumban indult el |
| Bulgária      | Nastimir Ananiev                       | 3 500            | 0,18%                | 0 / 17           | 0   |                                                       |
| Hollandia     | Reinier van Lanschot                   | 106 004          | 1,93%                | 0 / 26           | 0   |                                                       |
| Luxemburg     | Rolf Tarrach Siegel                    | 26 528           | 2,11%                | 0 / 6            | 0   |                                                       |
| Németország   | Damian Boeselager, Marie-Isabelle Heiß | 249 098          | 0,67%                | 1 / 96           | 1   |                                                       |
| Spanyolország | Bruno Sánchez-Andrade Nuño             | 32 432           | 0,15%                | 0 / 54           | 0   |                                                       |
| Svédország    | Michael Holz                           | 146              | 0,0035%              | 0 / 21           | 0   | Saját szavazólapok nélkül                             |
| Európai Unió  | Összesen                               | 438 093          | 0,22%                | 1 / 751          | 1   |                                                       |

Londonban Andrea Venzon alapító függetlenként indult, mivel a Volt akkoriban még nem regisztrálta magát politikai pártként az Egyesült Királyságban, bár Venzon a Volt zászlajai alatt futott a kampányban.
Ausztriában (ahol nem tudtak 2600 aláírást gyűjteni), Dániában (nem tudtak a legutóbbi választásokban leadott érvényes szavazatok két százalékát aláírásokban gyűjteni), Franciaországban (nem sikerült 800 ezer eurót gyűjteni a szavazólapok kinyomtatásához), Olaszországban (nem voltak képesek 150 ezer aláírást gyűjteni) és Portugáliában (nem tudtak 7500 aláírást gyűjteni) a Volt nemzeti leánypártjai szeretnének volna indulni a helyi EP-választásokba, viszont időben nem tudták teljesíteni a helyi követelményeket.

### 2024-es európai parlamenti választás
| Tagállam      | Listavezetők                                        | Szavazatok száma | Szavazatok százaléka | Mandátumok száma | +/- | Első jelölt helyezése közös listák esetén                                  | Megjegyzések                                                               |
| ------------- | --------------------------------------------------- | ---------------- | -------------------- | ---------------- | --- | -------------------------------------------------------------------------- | -------------------------------------------------------------------------- |
| Belgium       | Sophie in 't Veld, Suzana Carp, André Florent Staes | 38 713           | 0,54%                | 0 / 22           | 0   | -                                                                          | Csak a holland nyelvű elektori kollégiumban indult el                      |
| Bulgária      | Nastimir Ananiev                                    | 1 504            | 0,52%                | 0 / 17           | 0   | 10.                                                                        | A Folytassuk a Változást – Demokratikus Bulgáriával közös listán           |
| Ciprus        | Andromache Sophocleous, Hulusi Kilim                | 10 777           | 2,92%                | 0 / 6            | 0   | -                                                                          |                                                                            |
| Csehország    | Adam Hanka, Barbora Hrubá                           | 1 019            | 0,037%               | 0 / 21           | 0   | 3.                                                                         | A Szenátor 21-el közös listán                                              |
| Franciaország | Rayna Stamboliyska, Sven Franck                     | 63 482           | 0,26%                | 0 / 81           | 0   | 7.                                                                         | Az Európa Ökológiai Terület közös listáján vett részt                      |
| Görögország   | Fotis Kapsalis, Nikolaos Xesfingis                  | 4 203            | 0,11%                | 0 / 21           | 0   | 20.                                                                        | A Koszmosszal közös listán                                                 |
| Hollandia     | Reinier van Lanschot, Anna Strolenberg              | 319 483          | 5,13%                | 2 / 31           | 2   | -                                                                          |                                                                            |
| Luxemburg     | Aurélie Dap, Philippe Schannes                      | 14 348           | 1,04%                | 0 / 6            | 0   | -                                                                          |                                                                            |
| Málta         | Matthias Iannis Portelli                            | 330              | 0,13%                | 0 / 6            | 0   | -                                                                          |                                                                            |
| Németország   | Damian Boeselager, Nela Riehl                       | 1 023 161        | 2,57%                | 3 / 96           | 2   | -                                                                          |                                                                            |
| Olaszország   | Marcello Saltarelli, Silvia Panini                  | 21 249           | 0,09%                | 0 / 76           | 0   | 12.                                                                        | A Demokrata Párttal és a Szolidáris Demokráciával közös listán             |
| Portugália    | Duarte Costa, Rhia Lopes                            | 9 572            | 0,24%                | 0 / 21           | 0   | -                                                                          |                                                                            |
| Szlovákia     | Lucie Kleštincová, Maroš Halama                     | 1 923            | 0,13%                | 0 / 15           | 0   | -                                                                          |                                                                            |
| Spanyolország | Clara Panella, Cristian Castrillón                  | 22 020           | 0,13%                | 0 / 61           | 0   | -                                                                          |                                                                            |
| Svédország    | Michael Holz, Carri Ginter Wikström                 | 388              | 0,01%                | 0 / 21           | 0   | -                                                                          |                                                                            |
| Európai Unió  | Damian Boeselager, Sophie in 't Veld                | 1 468 490        | 0,77%                | 5 / 720          | 4   | A Volt Europa egy szimbolikus jellegű transznacionális listát állított fel | A Volt Europa egy szimbolikus jellegű transznacionális listát állított fel |

A Volt Europa több nemzeti leánypártjai megpróbáltak elindulni a következő felsorolt országokban, viszont nem tudtak elegendő aláírást gyűjteni a választási részvételhez:
- Volt Ausztria
- Volt Dánia
- Volt Finnország
- Volt Románia